# Ситкин, Константин Васильевич
Константи́н Васи́льевич Си́ткин (13 июля 1975, Новотроицк, Оренбургская область — 18 января 2000, Грозный, Чечня; похоронен в Новотроицке) — гвардии младший лейтенант ВС РФ, участник Первой и Второй чеченской войны, Герой Российской Федерации (2000, посмертно). Командир мотострелкового взвода 506-го гвардейского Познанского Краснознаменного Ордена Суворова 3-й степени мотострелкового полка 27-й гвардейской Омско-Новобугской Краснознамённой орденов Кутузова 2-й степени и Богдана Хмельницкого 2-й степени мотострелковой дивизии Приволжского военного округа.

## Биография
Родился 13 июля 1975 года в городе Новотроицк Оренбургской области. Русский. В 1990 году окончил в Новотроицке среднюю школу № 17, поступил в профессионально-техническое училище № 5, которое окончил в 1993 году со специальностью электросварщика (по другим данным, электрогазосварщика).
В 1993 году призван в российскую армию. Участник первой чеченской войны, в том числе штурма Грозного в январе 1995 года. После срочной службы продолжил службу по контракту, служил в составе 201-й мотострелковой дивизии, дислоцированной в Республике Таджикистан.
В 1999 году окончил курсы младших лейтенантов при Казанском высшем командном танковом училище, после чего был распределён командиром мотострелкового взвода в 506-й гвардейский мотострелковый полк Приволжского военного округа (Тоцкий полигон, Оренбургская область).
В октябре 1999 года в составе полка прибыл в Чеченскую республику для участия во второй чеченской войне.
26 октября отличился в боях по захвату укрепрайона боевиков на Теркском хребте: взвод младшего лейтенанта Ситкина тайно обошел позиции боевиков и атаковал противника с тыла. Младший сержант Алексей Мороховец, погибший, закрыв собой командира взвода Ситкина от автоматной очереди боевика, был удостоен звания «Герой Российской Федерации» (посмертно). За блестяще проведённую операцию на Теркском хребте Константин Ситкин также был представлен к званию «Герой Российской Федерации», но получить награду не успел — получив 10-дневный отпуск, он заболел пневмонией, но, несмотря на болезнь, покинул госпиталь и вернулся в полк, подходивший к Грозному. 18 января 2000 года во время боёв за площадь Минутка младший лейтенант Ситкин погиб от разрыва мины.
Похоронен в Новотроицке.
Указом Президента Российской Федерации № 673 от 12 апреля 2000 года за мужество и героизм, проявленные в ходе проведения контртеррористической операции на территории Северо-Кавказского региона, гвардии младшему лейтенанту Ситкину Константину Васильевичу присвоено звание Героя Российской Федерации (посмертно). Медаль «Золотая Звезда» № 629 вручена родственникам Героя.

## Память
Распоряжением администрации г. Новотроицка № 836-р от 8 августа 2000 года улица Монтажников была переименована в улицу имени Ситкина К. В.
Имя Героя присвоено профессионально-техническому училищу № 5, которое он окончил, на здании установлена мемориальная доска.
Имя Героя выбито на памятной стеле Героев, установленной у Дома офицеров Приволжско-Уральского военного округа в Самаре.
В 27-й Тоцкой гвардейской дивизии открыта комната памяти Героя России Константина Ситкина.
В сентябре 2020 года в городе Новотроицк открыт памятник герою России — Константину Васильевичу Ситкину.

## Семья
Отец — Ситкин Василий Иванович, мать — Ситкина Надежда Максимовна. Сестра Анна, брат-близнец Александр, двоюродная сестра Нина.